# Croton vogelianus
Espèce
Classification APG III (2009)
Croton vogelianus est une espèce de plantes à fleurs du genre Croton et de la famille des Euphorbiaceae, présente en Papouasie-Nouvelle-Guinée.